# Gekkoninae
Gekkoninae (лат.) — подсемейство ящериц из семейства гекконовых (Gekkonidae). В связи с повышением ранга подсемейств Eublepharinae и Diplodactylinae до семейства больше не выделяется. Включало около 75 родов, часть из которых в настоящее время перенесены в другие семейства.

## Классификация
В подсемейство включали следующие роды:
- Afroedura
- Afrogecko
- Agamura
- Ailuronyx
- Alsophylax
- Aristelliger[f 1]
- Asaccus[f 2]
- Blaesodactylus
- «Bogertia»[g 1]
- «Briba»[g 2]
- Bunopus
- Calodactylodes
- «Carinatogecko»[g 3]
- Chondrodactylus
- Christinus
- Cnemaspis
- Coleodactylus[f 1]
- Colopus
- «Cosymbotus»[g 2]
- Crossobamon
- Cryptactites
- Cyrtodactylus
- Cyrtopodion
- Dixonius
- «Dravidogecko»[g 2]
- Ebenavia
- Euleptes[f 1]
- Geckolepis
- «Geckonia»[g 4]
- Gehyra
- Gekko
- Goggia
- Gonatodes[f 1]
- «Gonydactylus»[g 5]
- Gymnodactylus[f 2]
- Haemodracon[f 2]
- Hemidactylus
- Hemiphyllodactylus
- Heteronotia
- Homonota
- Homopholis
- Lepidoblepharis[f 1]
- Lepidodactylus
- Luperosaurus
- Lygodactylus
- Matoatoa
- «Microscalabotes»[g 6]
- Nactus
- Narudasia
- Pachydactylus
- «Palmatogecko»[g 7]
- Paragehyra
- Paroedura
- Perochirus
- Phelsuma
- Phyllodactylus[f 2]
- Phyllopezus[f 2]
- Pristurus[f 1]
- Pseudogekko
- Pseudogonatodes[f 1]
- Ptenopus
- Ptychozoon
- Ptyodactylus[f 2]
- Quedenfeldtia[f 1]
- Rhoptropus
- Saurodactylus[f 1]
- Sphaerodactylus[f 1]
- Stenodactylus
- Tarentola[f 2]
- «Teratolepis»[g 2]
- Thecadactylus[f 2]
- Tropiocolotes
- Urocotyledon
- Uroplatus

### Современное положение родов
По данным сайта The Reptile Database, на май 2017 года род включён в семейство гекконовых, если не указано другое положение рода:
1. 1 2 3 4 5 6 7 8 9 10  В семействе Sphaerodactylidae.
2. 1 2 3 4 5 6 7 8  В семействе Phyllodactylidae.

В кавычках даны названия родов, которые по данным сайта The Reptile Database на май 2017 года включены в состав других родов (являются младшими синонимами):
1. ↑  Включён в род Phyllopezus.
2. 1 2 3 4  Включён в род Hemidactylus.
3. ↑  Включён в род Mediodactylus.
4. ↑  Включён в род Tarentola.
5. ↑  Включён в род Cyrtodactylus.
6. ↑  Включён в род Lygodactylus.
7. ↑  Включён в род Pachydactylus.